# Kunszállás
Kunszállás là một thị trấn thuộc hạt Bács-Kiskun, Hungary. Thị trấn này có diện tích 20,85 km², dân số năm 2010 là 1650 người, mật độ 79 người/km².